# Эффект Пуркине

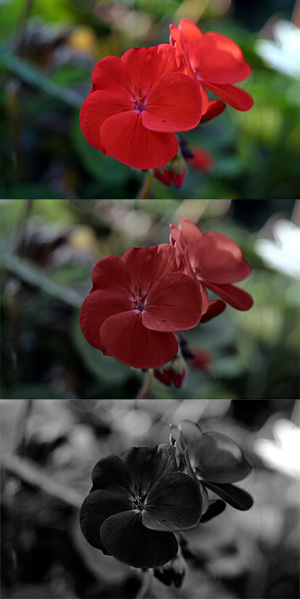
Модель эффекта Пуркине — цветок герани, видимый в нормальном ярком свете, в сумраке, и ночью

Спектральные зависимости относительной чувствительности человеческого глаза для дневного (красная линия) и ночного (синяя линия) зрения.

Эффе́кт Пу́ркине, сдвиг Пу́ркине — явление изменения цветового восприятия человеческим глазом при понижении освещённости объектов. Красные цвета в сумерках кажутся более тёмными, нежели зелёные, а в ночное время — практически чёрными, в то время как синие объекты «становятся» более светлыми.
Был обнаружен в январе 1819 года. Назван в честь чешского учёного Яна Эвангелисты Пуркине.

## Физиология
В условиях относительно высокой освещённости, соответствующей дневным условиям освещения, восприятие света осуществляется с помощью колбочек сетчатки глаза (дневное зрение). При пониженной освещённости чувствительности колбочек недостаточно для восприятия света и поэтому в сумерках роль светочувствительных клеток принимают на себя палочки (ночное зрение). Эффект Пуркине вызван более высокой чувствительностью колбочек в сетчатке глаза к жёлтому свету, тогда как палочки более чувствительны к синему свету, но при этом палочки не способны обеспечить цветное зрение. В условиях низкой освещённости, когда колбочкам недостаточно света для функционирования, человек «видит» палочками, но в чёрно-белом цвете.